# Bassilly
Bassilly [basili] (en wallon et picard Bachili, en néerlandais Zullik) est une section de la commune belge de Silly située en Région wallonne dans la province de Hainaut. C'était une commune à part entière avant la fusion des communes de 1977.

## Évolution démographique
- Sources : INS, Rem. : 1831 jusqu'en 1970 = recensements, 1976 = nombre d'habitants au 31 décembre.

## Histoire

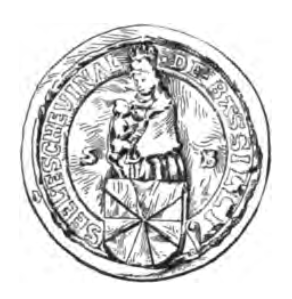
Scel échevinal de Bassilly (aux armes d'Enghien, seigneurs de Bassilly).

## Économie

### Transport
Bassilly est choisie pour accueillir la seule gare desservant la commune de Silly. La gare de Bassilly ouvre en 1866 sur le chemin de fer d'Ath à Hal (actuelle ligne 94 (Infrabel)).
De 1870 à 1984, une autre gare, appelée Silly, sera utilisée près du hameau de Bourlon.
La gare de Bassilly restera desservie par des trains de voyageurs jusqu'en septembre 1985 lorsque la nouvelle gare de Silly la remplace sur un tracé remanié.